# Dólar del ancla de la América británica
El dólar del ancla de la América británica o bien dólar del ancla de las Indias Occidentales Británicas o dólar de las colonias británicas americanas era una unidad monetaria surgida del real de a ocho o dólar español que se había transformado en una moneda internacional y surgió como petición de la colonia de Mauricio en 1820 por carencia monetaria pero las de fecha 1822 solo circularon en las colonias de las Indias Occidentales Británicas, Guayana y Canadá, para las cuales se acuñó también monedas de medio dólar.

## Historia

### La libra esterlina en América inglesa, el chelín colonial y el dólar del ancla
Durante la Mancomunidad de Inglaterra, Escocia e Irlanda desde 1649 que promulgó las leyes de las Actas de Navegación de 1651, creó así un monopolio comercial entre las posesiones de ultramar con la metrópoli y que todas las colonias deberían usar solo la libra esterlina. Pero en la colonia de la Bahía de Massachusetts de la América inglesa surgió por primera vez unas monedas propias que se tranformaron en el chelín colonial angloamericano, ya que los dólares españoles que utilizaban comenzaron a escasear debido al citado monopolio, sumado a que estaba prohibido la exportación de monedas de plata u oro hacia las colonias, propio del mercantilismo, y solo las de cobre se podían enviar pero dependían del intercambio con la metrópoli para captar el dinero necesario para el comercio interno e intercolonial, aunque la balanza comercial siempre era negativa para las colonias.
Dichas monedas coloniales se siguieron usando a pesar de la Restauración monárquica que resurgió al Reino de Inglaterra desde 1660, ya que se seguían acuñando con la misma fecha de 1652 hasta 1684 y circularon hasta 1690 cuando comenzarían a escasear. Con la formación del Reino de Gran Bretaña desde 1707, se intentó erradicar el uso de los dólares españoles, acuñando de manera oficial y extraoficial diversas monedas coloniales americanas. Cuando surgió el Reino Unido de Gran Bretaña e Irlanda desde 1808, adoptó el patrón oro en 1821 y en cuanto comenzaron las guerras de independencia hispanoamericanas, la fuente del dólar español comenzaría a agotarse.
La forma en que el Imperio británico intentó atraer al ámbito de su libra esterlina, fue crear el dólar británico colonial con paridad con el dólar español y ambos con la libra, y así surgió el «dólar del ancla» con fecha de 1822 —inicialmente había sido acuñado para Mauricio, cuya primera emisión fue en 1820 y se lo llamó dólar del ancla mauriciano— finalmente fue utilizado en América, en las colonias británicas del Canadá, islas y costas del Caribe y en la Guayana, para las cuales se acuñaron por primera vez monedas de medio dólar. Entonces se las clasificó como dólar del ancla de las Indias Occidentales Británicas (British West Indies anchor dollar, en inglés) o dólar del ancla de la América británica (British America anchor dollar), hasta que su escasez y las de libras esterlinas de la metrópoli provocaron la acuñación de monedas y fichas bancarias privadas locales (bank tokens, en inglés).
Como la última acuñación hispana en la Casa de la Moneda de Potosí del Alto Perú había sido en 1825, en este año el Imperio británico aprovechó para introducir su libra esterlina en todas sus colonias, por lo que se aprobó una orden imperial para que fuera de curso legal con la tasa de cambio de un dólar español por cuatro chelines con cuatro peniques, pero esta paridad no tuvo mucho éxito.

### Uso del dólar del ancla en Norteamérica británica
El dólar del ancla del año 1822 circuló hasta 1823 en Nueva Escocia que comenzó a acuñar tokens de la libra neoescocesa —en todos los territorios angloamericanos, previamente circulaban las monedas de cobre «voce populi», «de Pitt» y «de Machin» y posteriormente los peniques de cobre llamados tokens «del barco» de los chelines coloniales, desde 1810— por lo que 1 dólar español o dólar del ancla pasó a equivaler 60 peniques (5 chelines), y como 20 chelines (240 peniques) eran 1 libra esterlina, se pudo establecer una paridad entre ambas monedas: 4 dólares por libra. Posteriormente llegaron los tres peniques de plata del chelín colonial en 1831 (se produjeron hasta 1844, 1847-1848 y 1852, y se usaron en Nueva Escocia hasta 1860), y desde 1861 se acuñaron monedas de bronce del dólar neoescocés que circularon hasta la conformación de la Confederación canadiense en 1867.
También se usó hasta 1825 en las islas Bermudas —se habían acuñado monedas de cobre de la libra bermudeña desde 1793 hasta la circulación de los citados tokens «del barco» desde 1810— y también en el mismo año fueron remplazados en las islas centroamericanas de las Bahamas que incluían a las Turcas y Caicos —antes circulaban los dichos chelines coloniales y luego las monedas de cobre de la libra bahameña desde 1806 hasta que también aparecieron los citados tokens «del barco» en 1810— porque ambas islas comenzaron a reacuñar con los mismos años sus propias monedas y en 1831 llegaron los tres peniques coloniales americanos. En 1838 comenzaron a utilizarse las monedas de plata del dólar de Guayana Británica e Indias Occidentales (hasta 1917), y en 1842 los peniques de cobre reacuñados fueron desmonetizados.
El dólar del ancla circuló hasta 1829 en la colonia de Terranova (con las islas de la Magdalena y de Anticosti de 1763 a 1774, con Magdalena, Anticosti y la Costa de Labrador desde 1809, pero perdió Magdalena y Anticosti en 1825) que para paliar la carencia monetaria tuvo que acuñar tokens de 1 farthing (1⁄4 penique) de la libra terranovense y por fin en 1831 enviaron monedas de tres peniques de plata esterlina del chelín colonial de la América británica. Pero en 1839 se desvalorizaría el dólar a 50 peniques, o sea, que el dólar español pasó a equivaler 4 chelines con 2 peniques. En dicha isla de Terranova su libra propia se remplazaría en 1865 por las monedas del dólar terranovense (continuó después de transformarse en el Dominio de Terranova, hasta su unión al Canadá en 1949).
Se utilizó hasta 1831 en Alto Canadá u Ontario, que comenzaría a usar ese año el chelín colonial angloamericano —previamente formaba parte de la provincia de Quebec (1763-1791) y circulaban las monedas de cobre de «voce populi», «tokens de Pitt» y «de Machin» del chelín colonial y al separarse, ambas usaron las «del barco» desde 1810— y en 1832 comenzó a acuñar los «tokens de busto póstumo» de la  libra altocanadiense hasta la formación de la Provincia Unida de Canadá (Ontario y Quebec juntas nuevamente) en 1841 que unificó la moneda como libra canadiense desde 1842 hasta 1849, separándose nuevamente para acuñar los «tokens de San Jorge» de su propia libra en 1850 hasta 1858, en que ambas nuevamente unidas crearon el dólar canadiense.
De igual manera en el Bajo Canadá o Quebec que circuló dicho dólar del ancla hasta 1831, por comenzar a circular el chelín colonial hasta 1835, año en que también usaría tokens de la libra bajocanadiense hasta la unificación de la citada Provincia de Canadá y por consiguiente, la nueva moneda llamada libra canadiense desde 1842, circuló en ambas provincias hasta 1849, cuando al año siguiente volvió a la libra propia hasta 1858, en que ambas crearon definitivamente el dólar canadiense.
En las islas de la Magdalena en el golfo de San Lorenzo —dependientes de la colonia de Terranova de 1763 a 1774, luego de la provincia de Quebec y desde 1791 del Bajo Canadá hasta 1809— antes de la aparición del dólar del ancla, habían sido entregadas a modo de señorío desde 1798 al almirante bostoniano Sir Isaac Coffin, I baronet y caballero Orden Real Güélfica, por su lealtad a la Corona en la guerra de la Independencia de los Estados Unidos y bajo la administración terranovense, había emitido en 1815 unos tokens de 1 penique de cobre del chelín de las Islas de la Magdalena con ceca en Birmingham que fueron muy utilizados, inclusive fuera de las islas, hasta la revocación del señorío y su reanexión al Bajo Canadá en 1825.
También se utilizó el dólar del ancla en la isla del Príncipe Eduardo hasta 1831, por comenzar a circular los peniques de plata del chelín colonial, y en 1835 comenzaría a producir tokens propios de 1⁄2 penique también llamadas «fichas del barco» de su libra príncipeduardina y en 1871 acuñó monedas de 1 centavo de bronce del dólar príncipeduardino hasta su unión al Canadá en 1873, y hasta que apareciera el dicho dólar del ancla, también en esta isla se reselló hacia 1813 con un monograma: sol con centro en relieve menos un tercio que es incuso al igual que sus diez rayos punteagudos, en borde de la pieza, que para el valor de 1 chelín se contramarcó sobre corte circular de 17 mm de diámetro de un real de a ocho y para el valor de 5 chelines sobre moneda con agujero central de ocho reales españoles coloniales; circularon desde 1813 hasta 1824.
El dólar del ancla se usó también en Nuevo Brunswick hasta 1831, por surgir los ya citados peniques del chelín colonial, pero en 1843 comenzó a acuñar tokens y luego las también llamadas «monedas del barco» de cobre en 1854 de la libra neobrunswiquesa y a partir de 1861, las monedas de bronce y plata .925 del dólar neobrunswiqués que circularon hasta la unificación con Canadá en 1867.
En los territorios de los dos distritos de Nueva Caledonia y de Columbia u Oregón en donde los británicos habían erigido puestos comerciales fortificados de la Compañía del Noroeste, siendo los más sureños los de Fort George en 1813 (comprado a los estadounidenses) y Fort Nez Perce erigido en 1818, circularon unos tokens comerciales en 1820 llamados «piel de castor» (beaver pelt token, en inglés), o desde la fusión forzada de ambas compañías peleteras en 1821 como «castor hecho» (made beaver token, en inglés) y también en papel moneda, ambos de la libra de la Bahía de Hudson que fueron emitidos para el comercio con los aborígenes por la compañía homónima para los dos territorios unidos, y que circularon junto al dólar del ancla desde 1822 que era usado en los puestos comerciales, bajo la insignia de la Compañía de la Bahía de Hudson —se mantuvo el nombre de la segunda empresa comercial por los privilegios reales que poseía— para que juntas pudieran seguir creando nuevos establecimientos, como ser los fuertes Vancouver en 1824 y Oregón en 1829 y de esta manera unir y extender la ruta del York Factory Express. Los dólares del ancla serían remplazados gradualmente entre los pobladores europeos por los peniques de plata esterlina del chelín colonial desde 1831 y en cuanto a la expansión comercial hacia el sur, posteriormente fueron erigidos el fuerte Umpqua en 1832, el Fort Nisqually del estrecho de Puget en 1833 y en 1834 los fuertes Hall y Boise, y hacia la costa pacífica se fundaron Fort Simpson en 1831 y Fort McLoughlin en 1833.
En la zona meridional del departamento de Columbia u Oregón, específicamente al sur de los ríos Columbia-Snake, había circulado el dólar estadounidense desde 1811 con la fundación de Fort Astoria por el empresario germano-estadounidense John Jacob Astor de la American Fur Company pero luego de la guerra anglo-estadounidense de 1812 fue vendido a la antedicha compañía británica en 1813 (que cambió el nombre al citado Fort George) y nuevamente volvería a circular el dólar estadounidense a través de la senda de Oregón que se afianzó con la fundación de Portland en 1844, hasta que se extendió el uso del mismo hacia el paralelo 49 norte por el tratado de límites de 1846, año en que se dividió en dos el territorio litigado.
En la parte sur estadounidense con la fiebre del oro se acuñaron solo en 1849 las «monedas del castor» de ese metal del dólar oregoniano con ceca de Oregón City —al igual que los territorios estadounidenses vecinos que crearon las monedas de oro del dólar local de California de 1849 a 1855, del dólar propio del Territorio de Utah de 1849 a 1860, el dólar local del Territorio de Kansas en 1860 y de su escindido Territorio de Colorado en 1861 con su dólar propio, al igual que los estados atlánicos de Georgia y Carolina del Norte con los propios en 1830 y en 1834 respectivamente hasta 1852— y que seguirían circulando ilegalmente durante la guerra de secesión hasta 1864, al mismo tiempo que los territorios sureños independizados usaban los billetes de su nuevo dólar de los Estados Confederados de América desde 1861 hasta 1865.
Se creó la colonia de la Columbia Británica en 1858 en la parte nórdica con las islas de la Reina Carlota, en donde la dicha Compañía del Noroeste había fundado desde el norte varios puestos comerciales fortificados, y en donde seguían circulando los peniques de plata coloniales y recién en 1863, con la anexión del Territorio de Stikine, emitió papel moneda del dólar britanocolombiano pero al no acuñar monedas propias —aunque hubo un amago de acuñación en 1862 pero solo se hicieron modelos (patterns, en inglés)— usaron desde 1865 las del dólar canadiense.
En la isla de Vancouver, cuando el dólar del ancla comenzaba a escasear junto a los peniques de plata del chelín colonial angloamericano, solo le quedaba la libra de la Bahía de Hudson. Esta compañía había  erigido en el extremo sudeste a Fort Victoria en 1843 y en el noroeste a Fort Rupert en 1849, fecha que la isla pasó a ser una nominal colonia de la Corona, aunque siguió siendo administrada por dicha compañía privilegiada, aunque en 1863 la isla había comenzado a utilizar los billetes britanocolombianos, seguía usando las monedas del chelín colonial y la libra de la Bahía de Hudson y desde 1865 se sumaron las monedas canadienses, posteriormente se fusionó con Columbia Británica en 1866 y ambas se adhirieron al Dominio británico del Canadá en 1871.
El resto de los territorios de la Norteamérica británica que usaban la piel de castor como dinero mercancía o como unidad de cuenta por las dos empresas peleteras, una de ellas era la Compañía del Noroeste que fundó en 1788 a Fort Chipewyan en el extremo occidental del lago Athabasca y en el sudeste tuvo su centro en Fort Grand Portage en 1779 (en Minnesota) pero debido a rectificaciones pasadas y cuestiones fronterizas lo mudaron a Fort William (en Ontario) en 1803, luego erigió a Fort Gibraltar en 1809 y en 1813 la otra compañía competidora y monopólica construyó cerca de este a Fort Douglas (ambos en la actual Manitoba) pero en dicho territorio litigado por ambas compañías británicas perdieron la zona meridional de la conflictiva Colonia del Río Rojo en 1818 (a favor de los Estados Unidos por los tratados fronterizos), y aquí también utilizaron los tokens citados de las Compañía del Noroeste en 1820.
Luego de la fusión de ambas compañías peleteras competidoras en la Norteamérica británica, se creó la libra de la Bahía de Hudson desde el año 1821 —además circuló el dólar del ancla desde 1822 y los peniques de plata del chelín colonial desde 1831— y en 1839 compró en el Mango de Alaska a los rusos el fuerte San Dionisio (fundado en 1834) y lo renombró como Fort Stikine (hasta 1867, por pasar a manos estadounidenses), además en 1847 fundaron a Fort Yukón en la entonces nominalmente América rusa —según el Tratado de San Petersburgo (1825), aunque los rusos también habían fundado en el norte de la California novohispana a Fort Ross de 1812 a 1841, año en que pasó a México y con todo el territorio californiano en 1848 a los Estados Unidos— y que posteriormente fue ocupada por la Alaska Commercial Company estadounidense en 1869 y el resto de los establecimientos británicos del Territorio Noroccidental y de la Tierra de Rupert fueron transferidos al Dominio del Canadá en 1870 (y en 1880 el Reino Unido le traspasó además el poco poblado archipiélago Ártico).

### Uso del dólar del ancla en Sudamérica y en el Caribe
El dólar del ancla también circuló en lo que se llamaría Guayana británica hasta que aparecieron los peniques de plata del Chelín colonial en 1831, el mismo año de la unión de la colonia de Berbice con la «Colonia Unida de Demerara y Esequibo» —estas dos últimas, previamente a utilizar el dólar del ancla, acuñaban conjuntamente el florín de Demerara y Esequibo (guilders en inglés y gulden en neerlandés) desde 1798 y la de Berbice también los utilizaba cuando eran resellos hasta que aparecieron los «tokens del barco» del chelín colonial desde 1810, y ambas monedas circularon hasta 1822— pero en 1832 comenzó a acuñar nuevamente florines guayaneses y recién en 1836 este y la colonia fueron renombradas así.
También hasta 1831 se usó en Jamaica y dependencias, ya que en ese año se introdujo el chelín colonial de América británica y luego por introducir monedas de la libra jamaiquina —ya había contramarcado para su libra propia en 1758, en 1759 y en 1773 diversos columnarios de plata— siendo aquellas dependencias insulares (las islas del Maíz o Corn Island que ya eran inglesas desde 1655, las Caimán desde 1661, las de la Bahía nuevamente desde 1742 y las Turcas y Caicos desde 1873, ya que antes se administraban desde Bahamas) y las dependencias continentales (Honduras británica como dependencia hasta 1810, por crear su propia libra beliceña que había circulado hasta 1822, conjuntamente con los «tokens del barco» del chelín colonial, y como colonia subordinada desde 1862 hasta 1885, por acuñar su propio dólar britanohondureño o beliceño, y además la otra dependencia de la Costa de Mosquitos que había vuelto a ser protectorado británico desde 1824 a 1894).
Por último, el dólar del ancla circuló también hasta 1831 en el resto de islas del Caribe oriental, incluida la isla de Anguila que había pasado a ser administrada en 1825 por las islas San Cristóbal y Nieves, porque comenzarían a circular los dichos peniques del chelín colonial angloamericano —cuando eran francesas, excepto Anguila que era neerlandesa (1631-1633) y luego inglesa (desde 1650), acuñaron la libra barloventeña y cuando habían sido usurpadas por los británicos resellaron monedas isleñas de ocupación— y en 1838 pasaron a utilizar el dólar de Guayana Británica e Indias Occidentales.

### Islas que no utilizaron el dólar del ancla
Las excepciones de la utilización del dólar del ancla fueron las islas de Trinidad y Tobago que separadamente habían contramarcado, cortado y agujereado reales coloniales españoles (todas sin fechas estampadas), siendo 1 bit = 9 peniques. En la isla Trinidad, con una paridad de 9 chelines = 9 bits = 1 dólar español para crear el dólar trinitense local desde 1798 a 1801, en 1804 y en 1811 que circularon hasta 1830. En la isla de Tobago, con una paridad de 8 chelines = 11 bits = 1 dólar español, para crear su dólar tobaguense; la mayoría circularon hasta 1814, excepto el stampee (2¼ penique de cobre o vellón) que circuló hasta 1830, año que pasó a ser administrada desde Trinidad.
En ambas islas se utilizaron las monedas del chelín colonial desde 1831, a las que se sumaron en 1838 las monedas del dólar de Guayana Británica e Indias Occidentales hasta que Trinidad contramarcó fraccionarios de necesidad de forma privada para circular en ambas islas desde 1854, con un monograma: FD (François Declos) que para ½ penique de bronce sobre cinco céntimos del franco colonial y para ½ stampee de cobre (1½ peniques o pence) sobre monedas de medio penique británico, pero finalmente solo las piezas reselladas fueron prohibidas por el gobierno imperial en 1874 (y ambas islas se fusionaron en una colonia británica en 1888, y fue cuando emitieron su primer papel moneda de 5 dólares de Trinidad y Tobago).
Tampoco en las islas Vírgenes Británicas que resellaron en 1801 (sin fecha impresa) para 1 black dog de vellón (1½ penique) con un monograma: T incusa sobre monedas coloniales francesas de dos sous, y en el mismo año para 1 bit de plata (9 peniques) con un monograma: ToRToLA en rectángulo irregular incuso sobre corte de mitades de 2 reales españoles coloniales, para 1 chelín sobre cortes de octavos triangulares de dos reales, para 2 chelines sobre cortes de cuartos triangulares de ocho reales y para 4 chelines con 1 blag dog sobre corte de mitades de ocho reales, y con un monograma: TORTOLA en rectángulo regular incuso de 1801 a 1805 para 1 y 2 chelines y para 4 chelines con 1 blag dog sobre cortes semejantes a los anteriores.
De manera privada en las islas Vírgenes desde 1801 hasta 1811 (sin fecha impresa) para 1 black dog de vellón, se reselló otro monograma que hace referencia a la plantación de Hodge: H incusa en cuadrado en relieve sobre monedas coloniales francesas de dos sous, con un monograma: TIRTILʌ de 1805 a 1824 para 1 bit, 1 y 2 chelines y para 4 chelines con 1 blag dog sobre cortes semejantes a los anteriores, y circularon hasta 1831, en que comenzaron a circular los peniques de plata del chelín colonial hasta 1838, año que surgió el dólar guayanés-indiano.
Ni tampoco en la isla Barbados que emitió tokens en 1788 y en 1792, también contramarcó y agujereó reales de a ocho desde 1791 a 1799 y circularon junto a los peniques «tokens de Machin» y «del barco» del chelín colonial desde 1787. Los tres grupos de islas con las demás del Caribe, con Bahamas y Bermudas —excepto Jamaica y dependencias— comenzarían a usar monedas coloniales desde 1838 hasta 1916, estos eran los 2 y 4 peniques de plata .925 del dólar de Guayana Británica e Indias Occidentales.

## Monedas
Se acuñaron en 1822 cuatro tamaños de monedas fraccionarias del dólar del ancla de las Indias Occidentales Británicas, todas en plata .826 de diferentes valores y con un ancla coronada orlada con la escritura mayúscula en latín abreviada COLONIAR: BRITAN: MONET: (moneda colonial británica) en el anverso y en el reverso con el escudo real británico orlado de la misma manera con GEORGIUS IV D:G:BRITANNIARUM REX F:D: (Jorge IV, rey británico por la gracia de Dios, defensor de la fe):
- 1⁄16 de dólar con XVI a cada lado. Con fecha de 1822.

- 1⁄8 de dólar con VIII a cada lado. Con fecha de 1822.

- 1⁄4 de dólar con número IV a cada lado. Con fecha de 1822.

- 1⁄2 dólar con número romano II a cada lado del ancla. Con fecha de 1822.